# زیردریایی یو-۲۱۶
زیردریایی یو-۲۱۶ (به انگلیسی: German submarine U-216) یک زیردریایی بود که طول آن ۷۶٫۹ متر (۲۵۲ فوت ۴ اینچ) بود. این زیردریایی در سال ۱۹۴۱ ساخته شد.